# Didi Abuli
Didi Abuli (georgiska: დიდი აბული), Stora Abuli, är ett berg i Georgien. Det ligger i regionen Samtsche-Dzjavachetien, i den centrala delen av landet, 100 km väster om huvudstaden Tbilisi. Toppen på Didi Abuli är 3 301 meter över havet. Didi Abuli ingår i Samsaribergen.